# لوزوفا
لوزوفا ((بالأوكرانية: Лозова́)‏) أو لوزوفايا ((بالروسية: Лозова́я)‏) هي مدينة تقع في خاركيف أوبلاست (أوبلاست) شرقيّ أوكرانيا. وهي بمثابة عاصمة of the  (رايون لوزوفا) (رايون (تقسيم إداري)). فيها إدارة منطقة لوزوفا أورمادا الحضرية، إحدى المجتمعات الإقليمية في أوكرانيا Population: 54,026 (تقديرات عام 2021)
لوزوفا هي ثاني أكبر مدينة في خاركيف أوبلاست بعد مدينة خاركيف من حيث عدد السكان.

## التاريخ
تأسست لوزوفا في أواخر ستينيات القرن التاسع عشر كمستوطنة في محافظة خاركيف في الإمبراطورية الروسية.
أثناء الحرب الأهلية الروسية احتلتها القوات الألمانية من أبريل 1918 حتى نوفمبر 1918.
نشرت صحيفة محلية في لوزوفا منذ أغسطس 1929.
أثناء الحرب العالمية الثانية كانت تحت الاحتلال الألماني من 11 أكتوبر 1941 حتى 16 سبتمبر 1943.
بعد التحرير أعيدت المدينة بالكامل. في عام 1953 كان هناك أربع مدارس ثانوية ومكتبتين، واحدة منها قصر للثقافة وملعب واحد.
في 1972 بلغ عدد سكانها حوالي 38.8 ألف نسمة.
في يناير 1989 كان عدد السكان 72991 نسمة.
تم إخلاء المدينة في 27 أغسطس 2008 due to a fire in an arsenal. ومع ذلك ، لم تقع إصابات خطيرة أو وفيات.
في يناير 2013 كان عدد السكان 58307 نسمة.
تم إلغاء البلدية في يوليو 2020 كجزء من الإصلاح الإداري لأوكرانيا، ما قلل عدد المناطق الجغرافية الإدارية في خاركيف أوبلاست إلى سبعة. تم دمج منطقة بلدية لوزوفا في لوزوفا رايون.

## المناخ
| البيانات المناخية لـLozova (1981–2010)  | البيانات المناخية لـLozova (1981–2010) | البيانات المناخية لـLozova (1981–2010) | البيانات المناخية لـLozova (1981–2010) | البيانات المناخية لـLozova (1981–2010) | البيانات المناخية لـLozova (1981–2010) | البيانات المناخية لـLozova (1981–2010) | البيانات المناخية لـLozova (1981–2010) | البيانات المناخية لـLozova (1981–2010) | البيانات المناخية لـLozova (1981–2010) | البيانات المناخية لـLozova (1981–2010) | البيانات المناخية لـLozova (1981–2010) | البيانات المناخية لـLozova (1981–2010) | البيانات المناخية لـLozova (1981–2010) |
| الشهر                                   | يناير                                  | فبراير                                 | مارس                                   | أبريل                                  | مايو                                   | يونيو                                  | يوليو                                  | أغسطس                                  | سبتمبر                                 | أكتوبر                                 | نوفمبر                                 | ديسمبر                                 | المعدل السنوي                          |
| --------------------------------------- | -------------------------------------- | -------------------------------------- | -------------------------------------- | -------------------------------------- | -------------------------------------- | -------------------------------------- | -------------------------------------- | -------------------------------------- | -------------------------------------- | -------------------------------------- | -------------------------------------- | -------------------------------------- | -------------------------------------- |
| متوسط درجة الحرارة الكبرى °م (°ف)       | −1.9 (28.6)                            | −1.2 (29.8)                            | 5.0 (41.0)                             | 14.7 (58.5)                            | 21.6 (70.9)                            | 25.1 (77.2)                            | 27.4 (81.3)                            | 26.8 (80.2)                            | 20.6 (69.1)                            | 12.9 (55.2)                            | 4.3 (39.7)                             | −0.7 (30.7)                            | 12.9 (55.2)                            |
| المتوسط اليومي °م (°ف)                  | −4.5 (23.9)                            | −4.3 (24.3)                            | 1.0 (33.8)                             | 9.3 (48.7)                             | 15.8 (60.4)                            | 19.4 (66.9)                            | 21.5 (70.7)                            | 20.6 (69.1)                            | 14.8 (58.6)                            | 8.2 (46.8)                             | 1.3 (34.3)                             | −3.3 (26.1)                            | 8.3 (46.9)                             |
| متوسط درجة الحرارة الصغرى °م (°ف)       | −6.9 (19.6)                            | −7.2 (19.0)                            | −2.2 (28.0)                            | 4.5 (40.1)                             | 10.2 (50.4)                            | 14.3 (57.7)                            | 16.0 (60.8)                            | 14.9 (58.8)                            | 9.9 (49.8)                             | 4.4 (39.9)                             | −1.3 (29.7)                            | −5.7 (21.7)                            | 4.2 (39.6)                             |
| الهطول مم (إنش)                         | 42.5 (1.67)                            | 36.5 (1.44)                            | 37.6 (1.48)                            | 36.1 (1.42)                            | 48.4 (1.91)                            | 70.1 (2.76)                            | 53.1 (2.09)                            | 49.7 (1.96)                            | 48.3 (1.90)                            | 43.3 (1.70)                            | 44.0 (1.73)                            | 42.5 (1.67)                            | 552.1 (21.74)                          |
| متوسط أيام هطول الأمطار (≥ 1.0 mm)      | 9.8                                    | 7.7                                    | 7.7                                    | 6.5                                    | 6.9                                    | 8.5                                    | 7.0                                    | 5.3                                    | 6.4                                    | 5.8                                    | 7.0                                    | 8.1                                    | 86.7                                   |
| متوسط الرطوبة النسبية (%)               | 87.5                                   | 84.3                                   | 78.7                                   | 65.3                                   | 59.7                                   | 64.8                                   | 64.2                                   | 61.5                                   | 68.4                                   | 76.5                                   | 85.9                                   | 88.2                                   | 73.8                                   |
| المصدر: المنظمة العالمية للأرصاد الجوية |                                        |                                        |                                        |                                        |                                        |                                        |                                        |                                        |                                        |                                        |                                        |                                        |                                        |

## النقل
لوزوفا هي محور رئيسي للسكك الحديدية ضمن خاركيف أوبلاست.

## عمارة المدينة

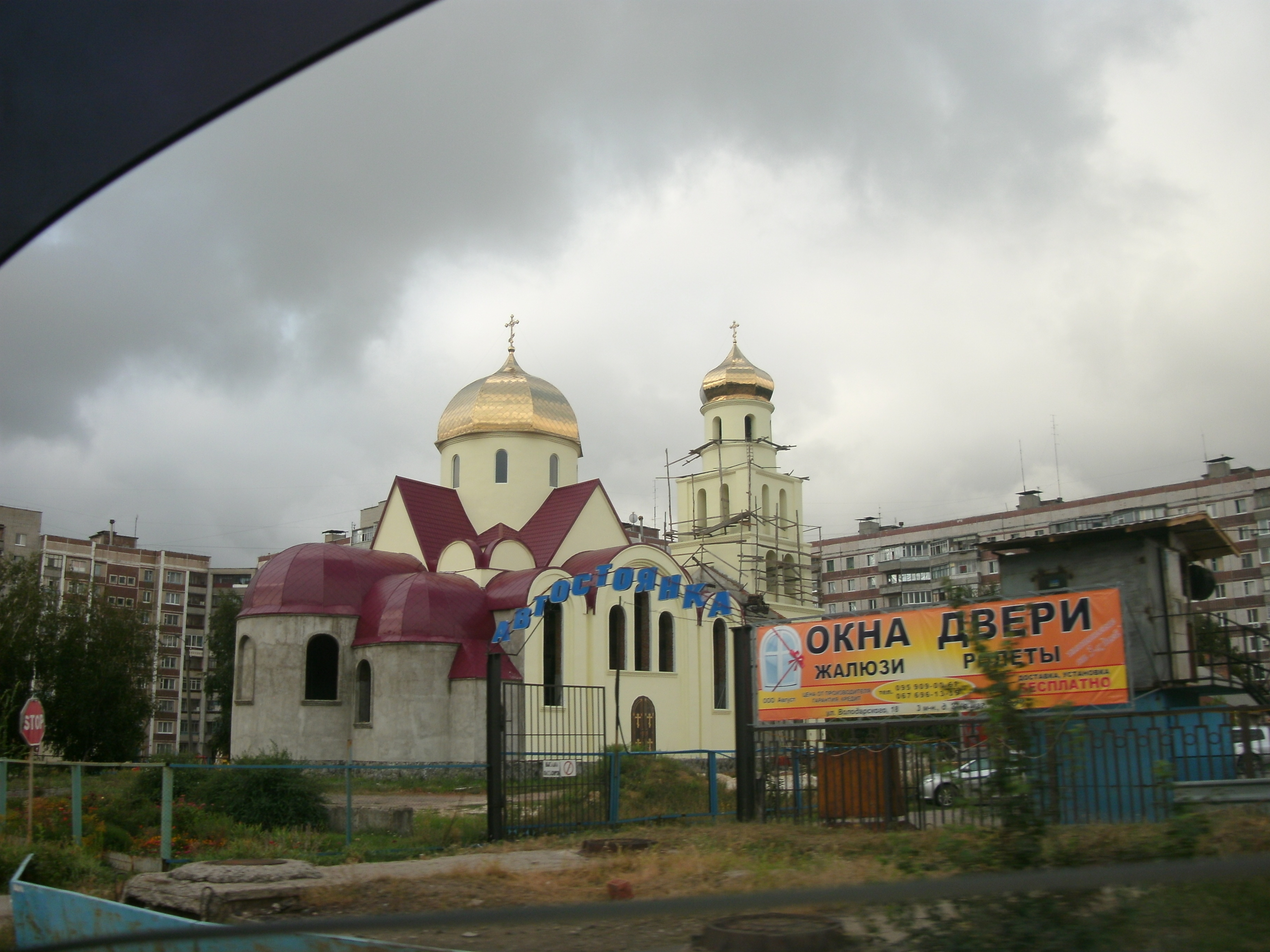
كنيسة القديس بطرس وبولس قيد الإنشاء في لوزوفا

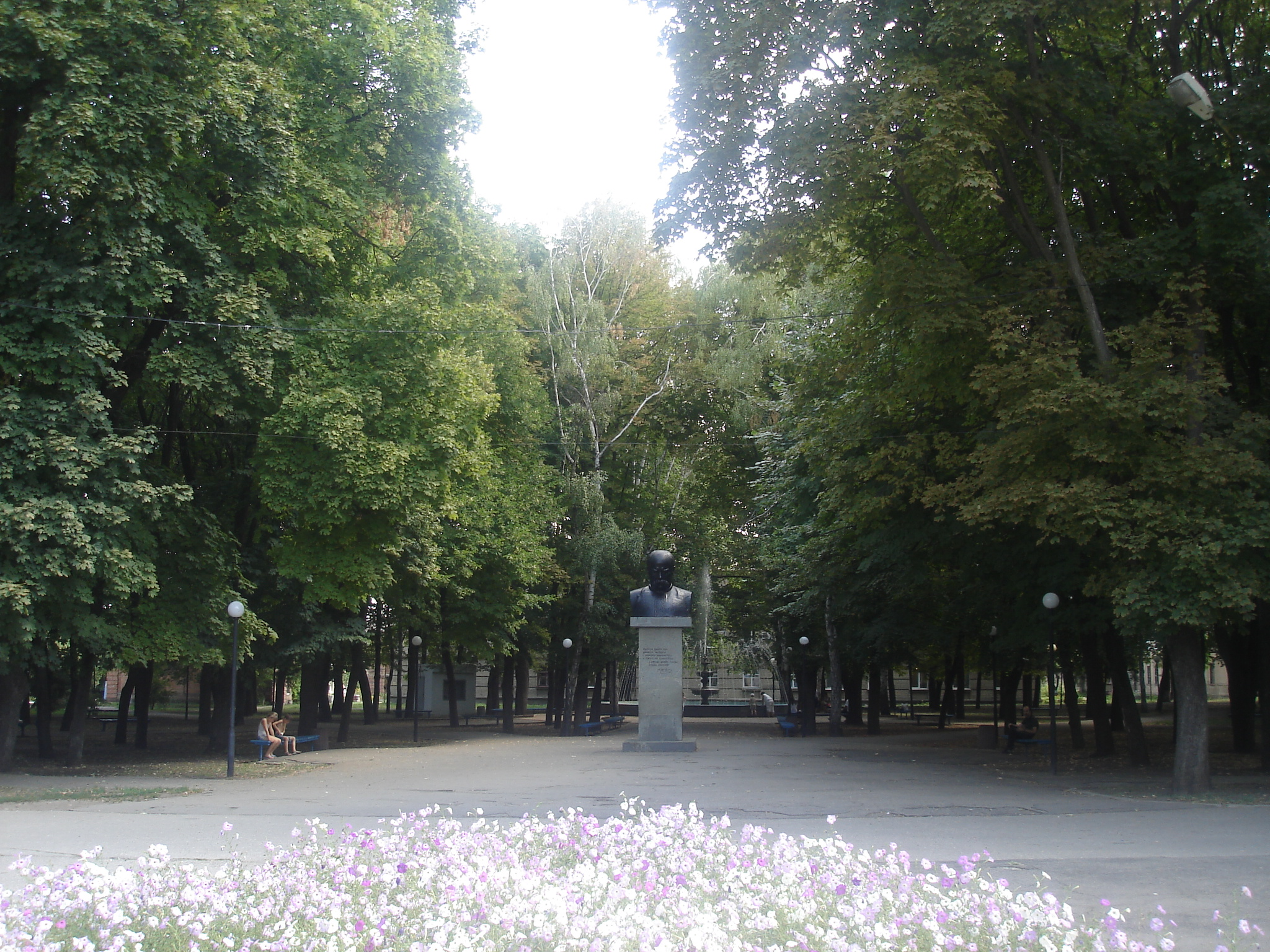
ساحة شيفتشينكو

تنقسم المدينة إلى قسمين رئيسيين ، أحدهما يسمى جورود والآخر يسمى رايون.

## وصلات خارجية
- InfoPort — Information-entertaining portal of Lozova

قالب:خاركيف أوبلاست